# Betel (używka)

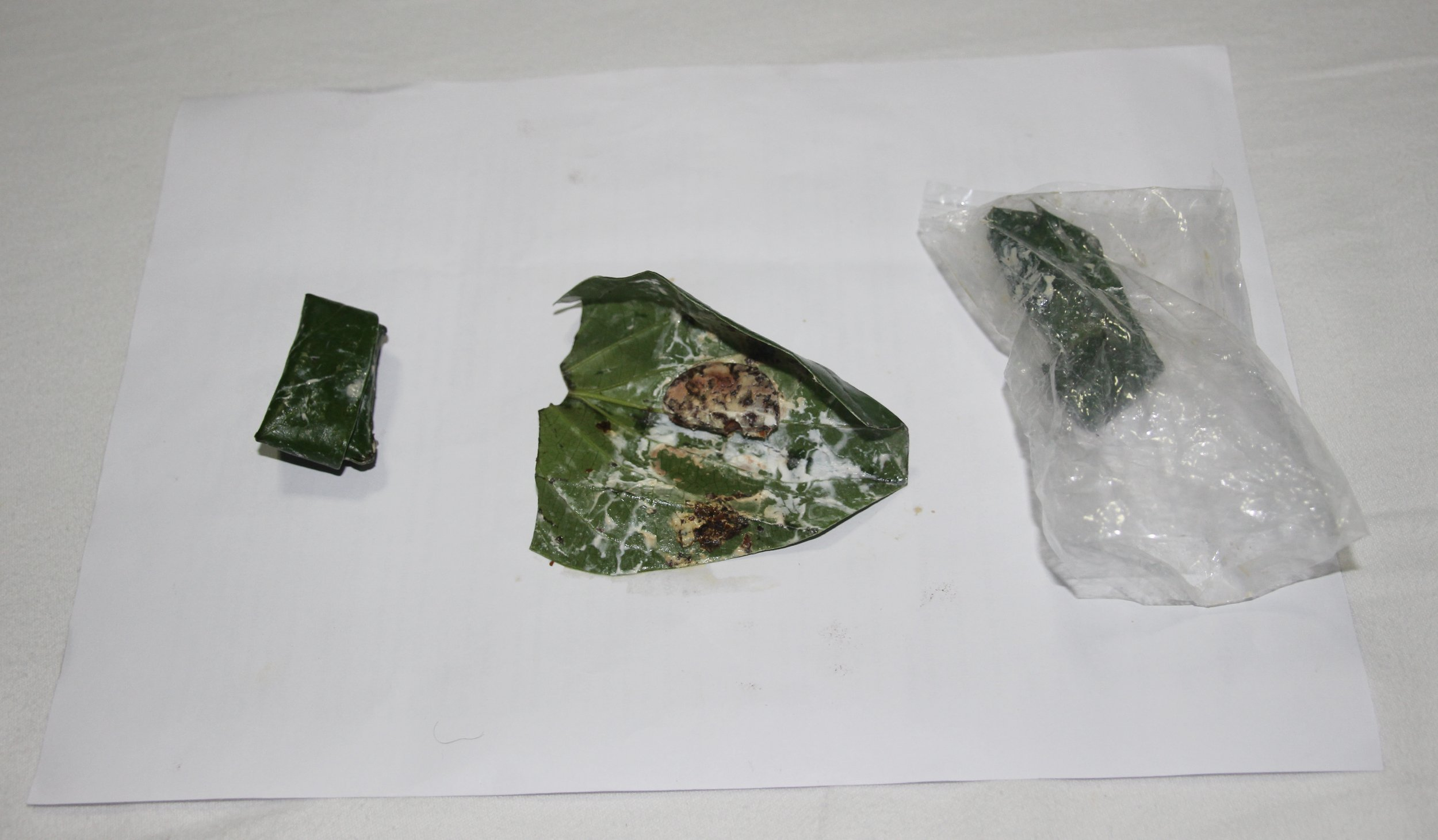
Porcja zakupiona w Bangkoku

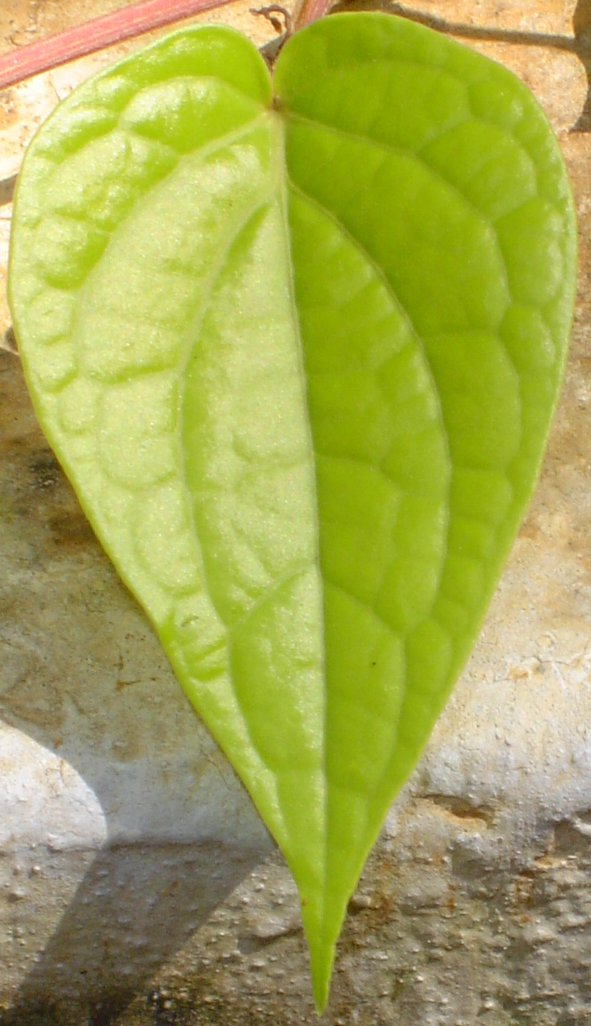
Liść pieprzu żuwnego

Betel – rodzaj znanej od starożytności używki popularnej w krajach Azji południowej i Dalekiego Wschodu, głównie wśród ludów austronezyjskich i ich sąsiadów, od Nowej Gwinei i Tajwanu po Pakistan i Iran oraz Madagaskar oraz w społecznościach emigracyjnych w Afryce, Europie i Ameryce Północnej. Betelu używa obecnie ok. 10–20% populacji, co sprawia, że jest on czwartą najbardziej popularną używką na świecie za kofeiną, nikotyną i alkoholem.

## Skład
Głównymi składnikami pakietu używki (paan) są liście pieprzu żuwnego (pieprzu betelowego) oraz zawijane w nie nasiona areki katechu (palmy betelowej), czyli tzw. orzechy betelowe. Substancją wypełniającą (sklejającą pakiet używany do żucia) może być mleko wapienne lub pokruszone muszle małży. Stosowane bywają też inne dodatki w różnych proporcjach, różne w zależności od kraju, które dodaje się w celu poprawienia smaku, np.: goździki, kardamon, gałka muszkatołowa, anyż, kokos, cukier, syropy, czy wyciągi z owoców. W Indiach, Pakistanie i Bangladeszu betel używany jest w połączeniu z tytoniem.

## Działanie
Dawniej twierdzono, że żucie betelu ma działanie orzeźwiające, lekko podniecające i lecznicze – zabija pasożyty i odkaża przewód pokarmowy, a jedynym ubocznym (estetycznym) skutkiem zażywania betelu jest barwienie zębów na czarno, a śliny na czerwono. Takie działanie ma jednak tylko sam liść pieprzu żuwnego, ale rzadko jest on używany bez dodatku nasion areki, które są bardzo szkodliwe dla zdrowia. 
Badania medyczne wykazują, że regularne żucie betelu jest źródłem wielu poważnych chorób jamy ustnej (zaniku dziąseł, trwałego uszkodzenia zębów oraz raka jamy ustnej), a także w istotny sposób zwiększa ryzyko zachorowania na raka krtani, płuc, wątroby i trzustki, i to nie tylko wtedy, gdy jest zażywany z dodatkiem tytoniu.